# Amt Neuhardenberg
La comunità amministrativa di Neuhardenberg (Amt Neuhardenberg) si trova nel circondario del Märkisch-Oderland nel Brandeburgo, in Germania.

## Geografia fisica
La comunità confina ad ovest con la comunità della Märkische Schweiz, a nord con la comunità del Barnim-Oderbruch, ad est con il comune di Letschin ed a sud con la città di Müncheberg.

## Società

### Evoluzione demografica
- Sviluppo della popolazione dal 1875 entro gli finali confini (Linea Blu: Popolazione; Linea puntata: Confronto dello sviluppo della popolazione dello stato del Brandenburgo; Sfondo grigio: Ai tempi del governo nazista; Sfondo rosso: Al tempo del governo comunista)
- Sviluppo recente della popolazione (Linea blu) e previsioni

| Anno | Abitanti |
| ---- | -------- |
| 1875 | 7 789    |
| 1890 | 7 099    |
| 1910 | 6 066    |
| 1925 | 6 097    |
| 1939 | 5 606    |
| 1950 | 7 038    |
| 1964 | 6 129    |

| Anno | Abitanti |
| ---- | -------- |
| 1971 | 6 836    |
| 1981 | 6 795    |
| 1985 | 7 020    |
| 1990 | 6 887    |
| 1995 | 6 288    |
| 2000 | 5 314    |
| 2005 | 4 996    |

| Anno | Abitanti |
| ---- | -------- |
| 2010 | 4 550    |
| 2015 | 4 513    |
| 2016 | 4 431    |
| 2017 | 4 510    |
| 2018 | 4 571    |
| 2019 | 4 688    |
| 2020 | 4 752    |
| 2021 | 4 753    |

Fonti dei dati sono nel dettaglio nelle Wikimedia Commons..

## Suddivisione
Comprende 3 comuni:
- Gusow-Platkow
- Märkische Höhe
- Neuhardenberg

Capoluogo e centro maggiore è Neuhardenberg.

## Amministrazione

### Gemellaggi
L'Amt Neuhardenberg è gemellato con:
- Myślibórz